# Dzień Programisty
Dzień Programisty – święto programistów obchodzone w 256. dniu roku ({\displaystyle 256=2^{8},} czyli liczba wszystkich możliwych wartości jednego bajtu informacji w jego najpopularniejszej, 8-bitowej postaci). Tradycyjnie, programiści starają się uczcić ten dzień w niekonwencjonalny sposób.
Dzień Programisty w roku przestępnym wypada 12 września, a w pozostałe lata 13 września.
W Rosji jest oficjalnym świętem, ustanowionym przez prezydenta Dmitrija Miedwiediewa dekretem z dnia 11 września 2009 roku.